# Żukowka
Żukowka – miasto w Rosji, w obwodzie briańskim. W 2010 roku liczyło 18 269 mieszkańców.
Znajduje tu się stacja kolejowa Żukowka, położona na linii Briańsk – Smoleńsk.